# Geckomima brevirostris
Geckomima brevirostris är en insektsart som först beskrevs av Sjöstedt 1921.  Geckomima brevirostris ingår i släktet Geckomima och familjen Morabidae. Inga underarter finns listade i Catalogue of Life.